# Hoạt động sinh thái
Một hoạt động sinh thái là bất kỳ hành động hoặc hoạt động nào trong một chương trình nhằm tác động tích cực đến môi trường. Vì lý do này, nó thường được sử dụng như một từ đồng nghĩa với hành động vì môi trường. Những người áp dụng các hành động sinh thái có xu hướng nhắm mục tiêu các hoạt động xung quanh 'Ba R' của hệ thống phân cấp chất thải, Giảm thiểu, Tái sử dụng và Tái chế. Họ có thể quyết định thực hiện các hành động quy mô nhỏ thân thiện với môi trường như giảm khối lượng giấy sử dụng trong văn phòng hoặc chỉ mua sản phẩm từ các công ty có chính sách thân thiện với môi trường hoặc bền vững. Những người khác có thể áp dụng các hành động sinh thái ảnh hưởng đến nơi họ sinh sống bằng cách dọn dẹp các bãi biển, xóa hình vẽ bậy, hỗ trợ cộng đồng làm vườn và trồng lại các vùng đất ngập nước ven biển vì cộng đồng ngay lập tức đã được coi là một phần của hệ sinh thái của họ.

## Xu hướng mở rộng
Các nhóm hành động vì môi trường thường nhỏ và không có tổ chức nhưng với ảnh hưởng ngày càng lớn của họ,  những ý tưởng của họ đang được hợp tác bởi các nhóm hành động vì môi trường, đôi khi được ủng hộ bởi các tổ chức phi chính phủ (NGOs) như Worldwatch Institute, và họ chính là một phần của liên minh rộng lớn hơn như là Mạng lưới nước sạch.
Gần đây có một xu hướng mà các hoạt động sinh thái đã bắt đầu thu hút sự lãnh đạo từ quan điểm quốc gia với sự tham gia của rất nhiều chính phủ. "Chương trình gây quỹ cộng đồng EcoAction"  của Canada khuyến khích cư dân trong thành phố hành động để cải thiện cộng đồng của họ. Chính phủ Nhật Bản ủng hộ các công ty trao giải thưởng cho công dân với "điểm hoạt động sinh thái" khi họ hành động tích cực vì môi trường. Các ngành công nghiệp cũng đã bắt đầu áp dụng nhãn hiệu sinh thái. Hội đồng quản lý hàng hải đã áp dụng nhãn hiệu riêng cho việc sử dụng thương mại và phi thương mại, với các hướng dẫn cụ thể. Một mối quan tâm mới nổi như vậy đã được bổ sung bằng sự phát triển của các công cụ đo lường có thể đánh giá và theo dõi hành vi cá nhân và nhóm theo thời gian. Ví dụ tốt nhất cho sự phát triển này là sự xuất hiện của các máy đo dấu chân sinh thái như là máy đo dấu chân carbon và máy đo dấu chân nước, và các công cụ lập bản đồ mới. Khi mối quan tâm đến hoạt động sinh thái càng lớn, chúng ta sẽ thấy được nhu cầu của người tiêu dùng về nhãn hiệu sinh thái và các chương trình chứng nhận được tiêu chuẩn hóa tốt hơn.